# جون ساكسون
جون ساكسون (بالإنجليزية: John Saxon)‏ وإسمه الحقيقي كارمين أوريكو ممثل أمريكي من أصول إيطالية ولد في 5أغسطس 1936 في حي بروكلين التابع لمدينة نيويورك.

## البداية
ولد جون ساكسون من أبوين إيطاليين هما أنطونيو وأنا أوريكو، ثم بدأ بدراسة التمثيل مع الممثلة ومعلمة التمثيل ستيلا أدلر. لتتغير حياته كليا عندما شاهد هنري ويلسون مدير أعمال شؤون الممثلين في هوليود صور أوريكو في إحدى المجلات ويتصل بعائلته في بروكلين مقترحاً إدارة أعمال الفتى البالغ آنذاك 16 سنة مبتدأً بتغيير ٱسمه من أوريكو إلى ساكسون لتبدأ ٱنطلاقته السينيمائية خلال منتصف الخمسينات بأداء أدوار شبابية.

## روابط خارجية
- جون ساكسون على موقع IMDb (الإنجليزية)
- جون ساكسون على موقع روتن توميتوز (الإنجليزية)
- جون ساكسون على موقع ألو سيني (الفرنسية)
- جون ساكسون على موقع تيرنر كلاسيك موفيز (الإنجليزية)
- جون ساكسون على موقع أول موفي (الإنجليزية)
- جون ساكسون على موقع قاعدة بيانات الأفلام السويدية (السويدية)
- جون ساكسون على موقع إن إن دي بي (الإنجليزية)
- جون ساكسون على موقع ديسكوغز (الإنجليزية)
- جون ساكسون على موقع قاعدة بيانات الفيلم (الإنجليزية)
- جون ساكسون على موقع كينوبويسك (الروسية)